# 扉 (ゲーム・オブ・スローンズ)
『扉』は、HBOで放送されたファンタジー・ドラマ・シリーズである『ゲーム・オブ・スローンズ』の第6章『冬の狂風』の第5話である。デイヴィッド・ベニオフとD・B・ワイスによって脚本が書かれ、ジャック・ベンダーが監督した。
サンサはピーター・ベイリッシュから大叔父のブリンデンがリヴァーランを奪回したと聞き、ジョンと共に〈黒の城〉を出る。ジョラー・モーモントはデナーリスに灰鱗病を告白する。シオンとヤーラは王位争いに敗れて鉄諸島から逃亡する。ブランはホワイト・ウォーカーの起源を知った後に襲われて逃げ出し、ホーダーの言葉が不自由な理由が明らかになる。

## あらすじ

### 〈壁〉の北にて
ブラン(アイザック・ヘンプステッド＝ライト)は〈三つ目の鴉〉(マックス・フォン・シドー)とともに幻視の中で過去に旅して、〈森の子ら〉が人間(Vladimir Furdik)の心臓にドラゴングラスの短剣を刺してホワイト・ウォーカーの〈夜の王〉を作り出したことを知る。リーフ(Kae Alexander)は、〈最初の人々〉と戦っていた〈森の子ら〉には選択の余地がなかったと弁解する。
ブランは一人で幻視をし、〈夜の王〉(Vladimir Furdik)に率いられた亡者の軍団を見る。〈夜の王〉がブランの手首に触れ、ブランは目を覚まして触られたところに傷があることに気付く。〈三つ目の鴉〉は、ブランに印をつけた〈夜の王〉は今やブランを見つけて洞窟に入る事が出来ると言い、すぐに逃げなければならないと言う。
ブランと〈三つ目の鴉〉は幻視に入り過去のウィンターフェルを訪れるが、ミーラ(エリー・ケンドリック)は冷気に気付き、ホワイト・ウォーカーと亡者の軍が洞窟に着いた事を知る。〈森の子ら〉は抵抗するが洞窟は席巻される。ブランが幻視の中で少年のホーダー(Sam Coleman)を見ていると、ミーラの叫び声を聞く。ブランは幻視の中から現実のホーダー(クリスチャン・ナイアン)に憑依し、ホーダーとミーラはブランを運んで逃げ、ミーラの投げたドラゴングラスの槍がホワイト・ウォーカーを殺す。ブランのダイアウルフのサマーは亡者たちに殺される。ホワイト・ウォーカーが現実の〈三つ目の鴉〉を殺すと、ブランの幻視の中からも消えうせる。リーフは自爆してブランを追う亡者たちを殺す。ホーダーは封印された扉をやっとのことで開き、ブラン、ミーラ、ホーダーは外に出る。ミーラは「扉を押さえて」（Hold the door）とホーダーに呼びかけ続け、扉を守るホーダーは亡者たちに殺される。幻視の中のウィンターフェルでは、現実のホーダーに憑依していたブランに影響を受けたホーダーが、引きつけの発作を起こしてHold the doorと言い続け、やがてホーダーとしか口にできなくなる。

### 〈壁〉にて
サンサ (ソフィー・ターナー)は ピーター・ベイリッシュ(エイダン・ギレン)に呼び出されてブライエニー (グェンドリン・クリスティー)とともにモウルズタウン(土竜の町)に行き、暴虐なラムジー(イワン・リオン)と結婚させた事を責める。ベイリッシュは知らなかったと弁解し、ウィンターフェル奪回のために谷間の支持を申し出る。サンサは断るが、ベイリッシュはサンサの大叔父のブリンデン・タリーがリヴァーランを奪回したと教える。
ジョン・スノウ (キット・ハリントン)、ダヴォス(リアム・カニンガム)とサンサは、ボルトン家、カースターク家、アンバー家の連合軍に対しての戦略を話し合う。ジョンは、ホワイト・ハーバーのマンダリー家、〈熊の島〉のモーモント家などはまだボルトン家に忠誠を誓っていないと言う。サンサはリヴァーランを奪回したブリンデン・タリーもまたスターク家に味方するだろうと言うが、ベイリッシュから聞いたとは言わずウィンターフェルに来た鴉の知らせで知ったと嘘をつく。サンサはブライエニーに、リヴァーランドに行きブリンデンを味方につけることを命じる。ジョン、ダヴォス、サンサ、ブライエニー、メリサンドル(カリス・ファン・ハウテン)、ポドリック・ペイン (ダニエル・ポートマン)は〈黒の城〉を出る。

### ブレーヴォスにて
アリア・スターク (メイジー・ウィリアムズ)は〈浮浪児〉(フェイ・マーセイ)と棒術の稽古を続ける。ジャクェン・フ=ガー(トム・ヴラシア)はアリアに、〈顔のない男たち〉が元々はヴァリリアの奴隷であった歴史を話す。レディ・クレイン(エッシー・デイヴィス)と言う女優を殺すという任務を与え、失敗すればアリアは殺されると言う。アリアはイゼンバロ(リチャード・E・グラント)が率い、レディ・クレインがサーセイを演じる笑劇『血まみれの手』を見に行き、父エダードが殺される描写を見て怒りを覚える。舞台裏に行き、レディ・クレインだけがラム酒を飲むことを知る。

### 鉄諸島にて
選王民会にて、ヤーラ・グレイジョイ(ジェンマ・ウィーラン)が〈塩の玉座〉を要求するが、鉄諸島には女王の前例がないため、反対の声が上がる。シオン・グレイジョイ(アルフィー・アレン)はヤーラを支持するが、先王ベイロンの弟のユーロン・グレイジョイ(ピルウ・アスベック)が現れて、兄を殺したことを認め、兄が鉄諸島の衰亡をもたらしたためだと正当化する。デナーリスに鉄諸島の艦隊を提供し、結婚して同盟すると主張し、王に選ばれる。ユーロンは海で溺れ蘇生する戴冠式を挙げた後、ヤーラとシオンを殺そうとする。だが二人は支持者と共に、艦隊を盗んで逃げだす。ユーロンは新艦隊の建造を命じる。

### ミーリーンにて
ティリオン(ピーター・ディンクレイジ)、ヴァリス(コンリース・ヒル)、グレイ・ワーム(ジェイコブ・アンダーソン)とミッサンデイ(ナタリー・エマニュエル)は親方たちとの妥協で得た平和について話し合う。平和を維持しデナーリスへの支持を固めるため、ヴォランティスの〈紅の祭司〉の長であるキンヴァラ(アニア・バクシュタイン)を呼ぶ。キンヴァラはデナーリスが〈光の王〉に選ばれし者であると信じていると言い、助力を約束し、祭司たちにその話を広めさせると言う。ヴァリスはキンヴァラの宗教を疑い、メリサンドルが選ばれし者であると信じていたスタニスはウィンターフェルで敗死したではないかと嘲る。だがキンヴァラはヴァリスが去勢された時の詳細な描写をしてみせて、ヴァリスを沈黙させる。

### ヴァエス・ドスラクにて
ジョラー・モーモント (イアン・グレン)はデナーリス(エミリア・クラーク)に灰鱗病であることを告白する。デナーリスは治療法を見つけ、治した後に戻るようジョラーに命じる。 デナーリス、ダーリオ・ナハーリス (マイケル・ユイスマン)、そしてドスラク人の一団はヴァエス・ドスラクを出る。

## 製作

### 脚本
原作者との話し合いにより、主に未刊の原作『冬の狂風』の内容に基づいて脚本が書かれた。鉄諸島の選王民会のシーンは、『乱鴉の饗宴』に基づいている。"Inside the Episode"の中で、脚本家たちはホーダーの名前の由来と死は、原作者自身のアイデアに基づいていると語った。

### キャスティング
ブレーヴォスでの笑劇での楽師たちとして、アイスランドのバンド”オブ・モンスターズ・アンド・メン”がカメオ出演している。ヴォランティスの〈紅の祭司〉の長キンヴァラ役で、イスラエルの女優アニア・バクシュタインが登場している。ホーダー役の(クリスチャン・ナイアン)は最後の出演となった。また、〈三つ目の鴉〉役のマックス・フォン・シドーもまた最後の出演となった。

## 評判

### 視聴者数
本エピソードは789万人に視聴された。

### 賞
第68回プライムタイム・エミー賞で、本エピソードはヘアスタイリング賞シングルカメラ部門、音響編集賞シリーズ部門、監督賞ドラマシリーズ部門にノミネートされ、メイクアップ賞シリーズ/リミテッドシリーズ/テレビ映画/スペシャル部門（人工装具) を受賞した。

## 参照
1. ↑  Hibberd, James (2015年6月25日). “Game of Thrones directors revealed for mysterious season 6”. Entertainment Weekly. 2015年6月26日閲覧。
2. ↑  Porter, Rick (2016年5月24日). “Sunday cable ratings: ‘Preacher’ has decent debut, ‘Game of Thrones’ ties season high”. TV by the Numbers. 2016年5月24日閲覧。